# 拜卡拉·米爾扎
拜卡拉·米爾扎，(1392–1422?)，帖木兒帝國後王，他是帖木兒長子烏馬爾·沙黑的幼子。
據伊朗傳記作家杜拉特沙·撒馬爾罕迪的說法，「帖木兒後裔中最崇高、最公平、最勇敢的人」，拜卡拉·米爾扎最出名的是他對叔叔/繼父沙哈魯的叛亂。他還對藝術感興趣，這一特質被他著名的孫子和部分同名的赫拉特蘇丹忽辛·拜哈拉所繼承。

## 背景
拜卡拉生於1392年，父親是帖木兒長子烏馬爾·沙黑，母親是東察合台汗國可汗黑的兒火者的女兒篾里卡惕·阿迦(後改嫁沙哈魯)。

## 叛亂
當帖木兒於1405年去世時，拜卡拉和他的兄弟們在隨後的王朝鬥爭中有義務支持他們的繼父爭奪王位。然而，在後者勝利後的幾年內，拜卡拉的兄弟昔干答兒米爾扎起義，於1412年在伊斯法罕宣佈自己為蘇丹。沙魯克率領一支遠征隊對抗他的繼子，拜卡拉和另一個兄弟魯斯塔姆在他的軍隊上。經過短暫的圍攻，昔干達兒被俘並失明。他以前的土地被他的兄弟姐妹瓜分，拜卡拉獲得了包括哈馬丹，納哈萬德和庫爾德斯坦在內的地區，以及他叛亂的哥哥的監護權。
拜卡拉·米爾扎本人發動了兩次反對沙哈魯的叛亂，第一次是在1414年的法爾斯。第二次是在1415年春天，拜卡拉已故堂兄穆罕默德·蘇丹的兒子薩德·瓦卡斯叛逃到土庫曼人的黑羊王朝時煽動的。趁著由此造成的騷亂，拜卡拉在昔干達兒的勸說下宣布獨立。後者很快被魯斯塔姆逮捕並處決，儘管拜卡拉本人繼續他的活動。他的軍隊由忠於昔干達兒的貴族組成，在設拉子城外與沙哈魯的兒子易卜拉欣·蘇丹·伊本·沙哈魯的軍隊相遇。拜卡拉擊潰了他堂兄的軍隊，並受到民眾的歡迎，得到了民眾的支援。
為了應對繼父的報復，王子迅速組織了准軍事部隊以及一支五千人的武裝騎兵。當皇帝的軍隊抵達設拉子城外時，居民失去了信心，並要求拜卡拉投降，以挽救這座城市免於毀滅，他於1415年12 對此做出了讓步。沙哈魯撤走了他的軍隊，儘管忠於他的繼子的幾位貴族被處決。拜卡拉本人倖免於難，儘管只是通過他的堂兄拜宋豁兒的求情。相反，他被流放到坎大哈，在另一個親戚皮兒·馬黑麻的兒子海都的監視下生活。

## 晚年
關於拜卡拉晚年的事件存在不確定性。一種說法說他加入了海都發動了另一場叛亂，而另一種說法則說他反抗了海都。這兩個記載的結尾都是拜卡拉被皇帝俘虜並被送往撒馬爾罕。另外，傳記作者杜拉特沙說，拜卡拉於1416年自願前往沙哈魯的營地，從那裡他被送往他的堂兄烏魯伯格，後來他被毒死了。然而，歷史學家法西赫指出，1422 年，沙魯克的手下在呼羅珊抓住了一名被認為是拜卡拉的人。在被詢問了他的身份后，這名男子被處決了，儘管他是否真的是王子尚不確定。